# Condado de Foncalada
El condado de Foncalada es un título nobiliario español creado el 9 de marzo de 1688 por el rey Carlos II de España a favor de Gutierre de Meneses Luna y Zapata,

## Historia de los condes de Foncalada
- Gutierre de Meneses Luna y Zapata, I conde de Foncalada, corregidor de Ávila,[2] II vizconde de Salinas, caballero de la Orden de Santiago y señor de Huerta y Sobrinos. Era hijo de Bernardino de Meneses y Zapata, I conde de Peñalva, y de Leonor de Luna y Carvajal.[3]

Casó con María Juana de Sotomayor. Sucedió su hija:
- Teresa de Meneses y Carvajal (m. 9 de octubre de 1745),[4] II condesa de Foncalada, vizcondesa de Salinas y señora de Huerta y Sobrinos.[3][5]

Casó en primeras nupcias con Fernando Suárez de Toledo y Gaytan, señor de La Oliva, y en segundas, en Madrid, el 15 de agosto de 1699, con Vicente de Argote y Córdoba. Después de enviudar de su segundo marido, residió en el convento de Santa Catalina de Siena en Ocaña. Sin descendencia, sucedió su primo:
- Pedro de Monroy y Meneses, III conde de Foncalada.[7]

- IV

- V

- Juana de San Clemente Monroy y Meneses, VI condesa de Foncalada y V condesa de Peñalva.[8] Era hija de José de San Clemente y Santa Cruz, caballero de la Orden de Calatrava, y de Juana de Meneses y Monroy, hija de Gaspar Rodríguez de Monroy y de Juana Lorenza de Meneses y Mendoza, II condesa de Peñalva.[9]

Casó con Juan de Hoces y Mucientes. Sin descendencia, sucedió:
- María Cayetana de Galarza y Brizuela  (Madrid, 18 de diciembre de 1741-Madrid, 18 de abril de 1806), VII condesa de Foncalada,[8] condesa de Fuenrubia, IV condesa de la Oliva de Gaytán,  VI condesa de Peñalva,[8]dama de la Orden de las Damas Nobles de la Reina María Luisa y académica de la Real Academia Latina Matritense.[11] Era hija de Francisco Fernando de Galarza y Suárez de Toledo, III conde la Oliva de Gaytán y de María Manuela de Brizuela y Osorio Velasco y Guadalfajara, condesa de Fuenrubia y camarera de la reina María Josefa Amalia de Sajonia.[8]

Se casó el 2 de febrero de 1760 en Madrid, con Manuel Vicente de Aguilera y Moctezuma (Salamanca, 2 de junio de 1741-Navalcarnero, 1 de diciembre de 1798), XII marqués de Cerralbo, grande de España, VII marqués de Almarza, XII marqués de Flores Dávila, VI Alba de Yeltes, IV conde de Casasola del Campo, IX conde de Villalobos y gran cruz de la Orden de Carlos III.  Le sucedió su hijo.
- Manuel Isidoro de Aguilera Moctezuma-Pacheco y Galarza (Talavera de la Reina, 2 de enero de 1762-Valencia, 3 de diciembre de 1802), VIII conde de Foncalada,[8] XIII marqués de Cerralbo, grande de España,[12] VIII marqués de Almarza,[8] XIII marqués de Flores Dávila,[8] VII conde de Alba de Yeltes, V conde de Casasola del Campo, conde de Fuenrubia, VII conde de Peñalva, X conde de Villalobos[8] y sumiller de corps del futuro rey Fernando VII.[11]

Casó, el 22 de abril de 1780 en Madrid, con María Josefa Joaquina Ruiz de Contreras y Vargas Machuca, VII condesa de Alcudia, grande de España, y VI marquesa de Campo Fuerte Le sucedió su hijo:
- Manuel de Aguilera y Contreras, IX conde de Foncalada,[14] XIV marqués de Cerralbo, grande de España,[12] IX marqués de Almarza, VI conde de Casasola del Campo[14] y XII conde de Villalobos,[14]

Sin descendencia, le sucedió su hermano:
- Fernando de Aguilera y Contreras (Madrid, 20 de agosto de 1784-Madrid, 2 de mayo de 1838), X conde de Foncalada,[14] XV marqués de Cerralbo,[15] VIII conde de Alcudia,[16] dos veces grande de España, X marqués de Almarza,[14] VII marqués de Campo Fuerte,[14] XIV marqués de Flores Dávila,[14] VIII conde de Alba de Yeltes,[14] VII conde de Casasola del Campo,[14] conde de Fuenrubia, V conde de la Oliva de Gaytán,[14] XIII conde de Villalobos,[14] embajador extraordinario en Sajonia (1819), presidente del Consejo de las Órdenes, caballero de la Orden del Toisón de Oro, de la Orden de Alcántara, Gran Cruz de Carlos III y prócer del Reino.

Casó en Madrid, el 26 de diciembre de 1807, con María de las Angustias Fernández de Córdoba y Pacheco, hija de Manuel Antonio Fernández de Córdoba y Pimentel, VIII marqués de Mancera, grande de España de primera clase, marqués de Malpica, marqués de Montalbo y X Povar, y de María Teresa del Carmen Pacheco y Fernández de Velasco, V duquesa de Arión, grande de España. Sin descendencia. El matrimonio se encuentra enterrado en el Cementerio de San Isidro de Madrid. Le sucedió su hermano:
- José de Aguilera y Contreras (Madrid, 23 de septiembre de 1787-Madrid, 25 de diciembre de 1872), XI conde de Foncalada,[14] XVI marqués de Cerralbo,[15] IX conde de Alcudia,[16] dos veces grande de España, XI marqués de Almarza,[14] VIII marqués de Campo Fuerte,[14] XV marqués de Flores Dávila,[14] IX conde de Alba de Yeltes,[14] VIII conde de Casasola del Campo,[14] conde de Fuenrubia, VI conde de la Oliva del Gaytán,[14] alférez mayor de  Burgos, Ciudad Rodrigo y Aranda de Duero, caballero veinticuatro de Salamanca y Granada y gentilhombre grande de España con ejercicio y servidumbre de la reina Isabel II de España.

Contrajo matrimonio en Córdoba, el 11 de abril de 1815, con Francisca Valentina Becerril e Hinojosa. Le sucedió su nieto, hijo de su hijo primogénito, Francisco de Aguilera y Becerril y de su esposa, Luisa de Gamboa y López:
- Enrique de Aguilera y Gamboa (Madrid, 8 de julio de 1845-Madrid, 27 de agosto de 1922), XII conde de Foncalada,[14] XVII marqués de Cerralbo,[15] X conde de Alcudia,[16] dos veces grande de España, XII marqués de Almarza,[14] IX marqués de Campo Fuerte[14] y XVI conde de Villalobos.[14] Era hijo de  Francisco de Asís de Aguilera y Becerril (Madrid, 27 de enero de 1817-Madrid, 1 de julio de 1867), XV conde de Villalobos,[14] y de Luisa de Gamboa y López.[14]

Casó, el 27 de agosto de 1922, con Inocencia Serrano y Cerver, viuda de Antonio María del Valle, padres Antonio María del Valle y Serrano Angelín Cerver, I marqués de Villa-Huerta, con quien no hubo descendencia.Sin descendencia, Le sucedió su sobrina nieta en 1927:
- María del Carmen de Aguilera y Ligués (5 de marzo de 1907-Madrid, 4 de abril de 1938), XIII condesa de Foncalada.[21] Era hija de Manuel de Aguilera y Pérez de Herrasti, XVII marqués de Flores Dávila —hijo de Manuel de Aguilera y Gamboa, XVI marqués de Flores Dávila y hermano del XII conde de Foncalada, y de Esperanza Pérez de Herrasti y Antillón—,[22] y de María del Carmen de Ligués y Bález.[21] Sin descendencia.

Rehabilitado en 1997
- María del Pilar Aguilera y Narváez (n. Madrid, 4 de julio de 1949), XIV condesa de Foncalada.[23][21]

Casó el 3 de octubre de 1976, en Madrid, con Francisco Javier de Elío y Gaztelu (n. Pamplona, 7 de enero de 1945),  XI conde de Ayanz, X marqués de Vessolla, XIX vizconde de Val de Erro, XIII conde de Ablitas, III duque de Elío, grande de España, V marqués de la Lealtad, X marqués de Góngora y caballero de la Real Maestranza de Caballería de Sevilla.